# Jelena Prokłowa
Jelena Igoriewna Prokłowa (ros. Елена Игоревна Про́клова; ur. 2 września 1953 w Moskwie) – radziecka i rosyjska aktorka filmowa i teatralna. Zasłużona Artystka RFSRR.

## Życiorys
W 1973 kończyła Studium Teatralne przy MCHAT i rozpoczęła występy w zespole tego teatru. Po raz pierwszy pojawiła się na ekranie w wieku 12 lat, grając główną rolę w filmie Aleksandra Mitty pt. Dzwonią, otwórzcie drzwi (1965). Zasłużony Artysta Rosyjskiej Federacyjnej Socjalistycznej Republiki Radzieckiej (1985).

## Wybrana filmografia
- 1965: Dzwonią, otwórzcie drzwi
- 1966: Królowa śniegu jako Gerda (ros. Снежная королева);
- 1968: Świeć moja gwiazdo (ros. Гори, гори, моя звезда);
- 1975: Dziennik dyrektora szkoły (ros. Дневник директора школы);
- 1975: Ta jedyna (ros. Единственная);
- 1976: Klucz bez prawa przekazania jako Marina Maksimowna[2] (ros. Ключ без права передачи);
- 1976: Własne zdanie jako Tatiana Jełkina[3] (ros. Собственное мнение);
- 1977: Mimino jako stewardesa Łarisa Iwanowna Komarowa[4] (ros. Мимино);
- 1977: Jak Iwanuszka szukał cudu jako Nastieńka[5] (ros. Как Иванушка-дурачок за чудом ходил);
- 1981: Bądź moim mężem (ros. Будьте моим мужем);
- 1983: Z życia naczelnika wydziału kryminalnego (ros. Из жизни начальника уголовного розыска).